# Pe-Hor
Pe-Hor ou Pen-Abou est un roi de la période prédynastique de l'Égypte. Comme les inscriptions rupestres et les plaques d'ivoire portant son nom sont soit dessinées de façon négligée, soit dépourvues de blason royal, la lecture et donc l'existence même sont très contestées. Le serekh avec le nom de ce roi a été trouvé dans la nécropole de Qustul et sur des inscriptions en pierre près d'Armant dans le désert Occidental.

## Identité
L'existence proposée de Pe-Hor est basée sur les essais de Günter Dreyer et de Ludwig David Morenz. Ils sont convaincus que Pe-Hor était un roi local qui régnait dans la région de Qustul. Selon Dreyer, le nom de Pe-Hor apparaît dans des inscriptions rupestres sculptées à Qustul et au Gebel Cheikh-Suleiman, où les hiéroglyphes sont placés à l'intérieur d'un serekh royal. Sur des plaques d'ivoire trouvées à Abydos, Pe-Hor apparaît sans autre emblème royal. Dreyer voit un siège de trône en forme de cube et un éléphant marchant sous celui-ci et lit Pen-Abou (« Grand du siège (de trône) »). Morenz pense de même mais est très incertain sur la lecture du nom. Il préfère utiliser le nom provisoire neutre « Éléphant roi ». Alternativement, il propose un rhinocéros comme animal royal. Morenz fait remarquer que c'est devenu une mode remarquable à l'époque Naqada III de choisir des animaux dangereux et imprévisibles (comme les lions, les crocodiles, les éléphants et les rhinocéros) pour construire des noms royaux.
D'autres égyptologues, comme Peter Kaplony et Toby Alexander Howard Wilkinson, n'en sont pas si sûrs et proposent des lectures différentes. Alors que Wilkinson voit un siège de trône et le hiéroglyphe pour « frontière », Kaplony voit un siège et un support rempli de jarres à vin, le signe pour « loué ». Kaplony mentionne également que le nom d'un certain roitelet de la Ire dynastie était également écrit avec le symbole du porte-jarres à vin. Il pense que le nom de l'île Éléphantine a été créé à partir du nom du roi Éléphant.

## Règne
Pe-Hor a peut-être régné durant la première époque Naqada III. Sa tombe est inconnue.